# Tarek Boukensa
Tarek Boukensa, né le 19 novembre 1981 à Annaba, est un athlète algérien spécialiste du 1 500 mètres.

## Biographie
Médaillé de bronze du 1 500 m lors des Jeux mondiaux militaires 2003, Tarek Boukensa se classe huitième de la finale des Championnats du monde 2005 à Helsinki. En 2006, il remporte la médaille de bronze des Championnats d'Afrique disputés à Bambous, se classant derrière le Kényan Alex Kipchirchir et le Marocain Adil Kaouch. L'année suivante, l'Algérien établit en 3 min 30 s 92 son record personnel sur 1 500 m, performance réalisée lors du Meeting de Rome. Il remporte la médaille de bronze des Jeux africains de 2007 à Alger et termine ensuite cinquième de la finale des Championnats du monde d'Osaka. Sélectionné pour les Jeux olympiques d'été de 2008, Boukensa est éliminé au stade des demi-finales.

## Records personnels
- 800 m - 1 min 46 s 10 min (2006)
- 1 500 m - 3 min 30 s 92 min (2007)
- 3 000 m - 7 min 43 s 23 min (2005)

## Palmarès
| Année | Compétition                  | Lieu      | Résultat | Épreuve |
| ----- | ---------------------------- | --------- | -------- | ------- |
| 2000  | Championnats du monde junior | Santiago  | 8e       | 1 500 m |
| 2002  | Championnats d'Afrique       | Radès     | 5e       | 1 500 m |
| 2003  | Jeux mondiaux militaires     | Catane    | 3e       | 1 500 m |
| 2005  | Championnats du monde        | Helsinki  | 8e       | 1 500 m |
| 2006  | Championnats d'Afrique       | Bambous   | 3e       | 1 500 m |
| 2006  | Finale mondiale IAAF         | Stuttgart | 5e       | 1 500 m |
| 2007  | Championnats du monde        | Osaka     | 5e       | 1 500 m |